# Pierwszy rząd lorda Salisbury’ego

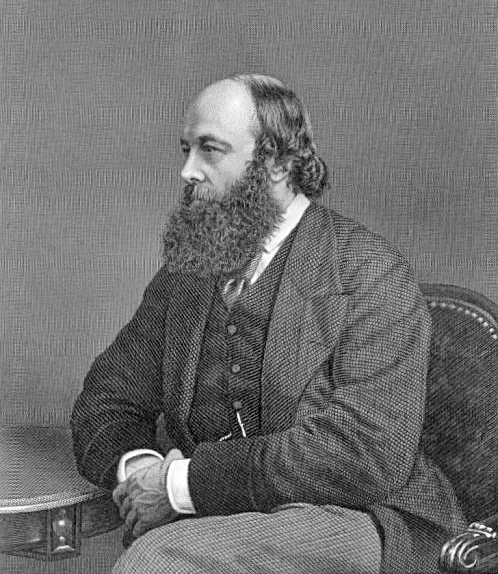
Markiz Salisbury, premier, minister spraw zagranicznych, przewodniczący Izby Lordów

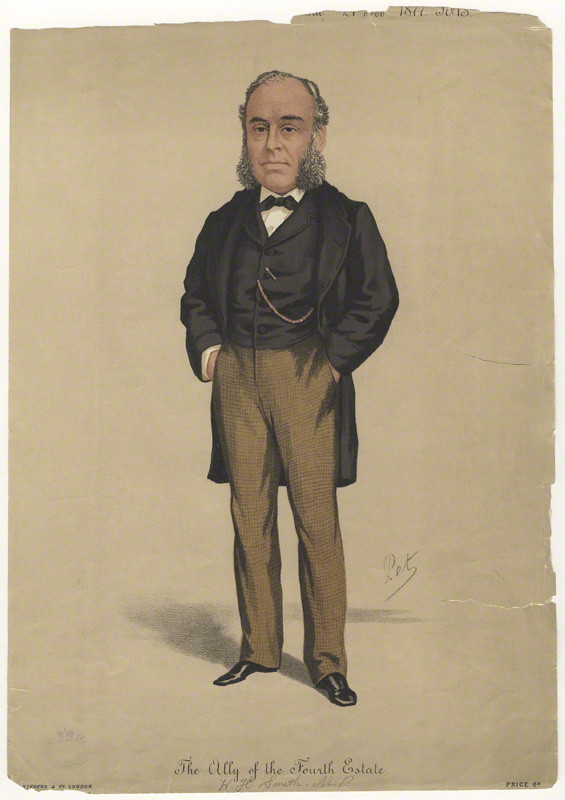
William Henry Smith, minister wojny, główny sekretarz Irlandii

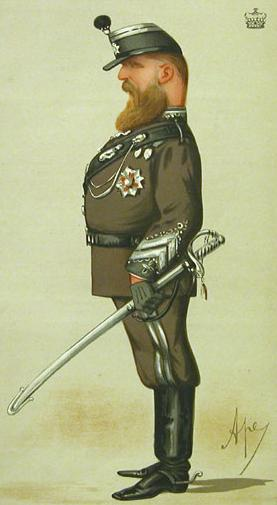
Wicehrabia Bury, podsekretarz stanu w ministerstwie wojny

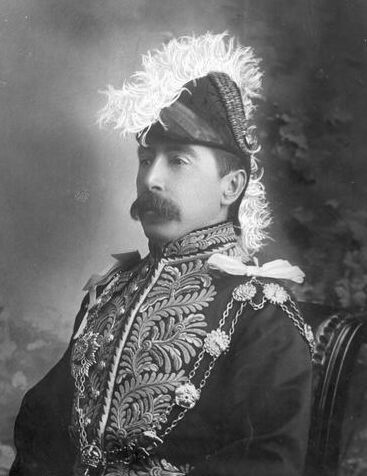
Henry Northcote, finansowy sekretarz w ministerstwie wojny

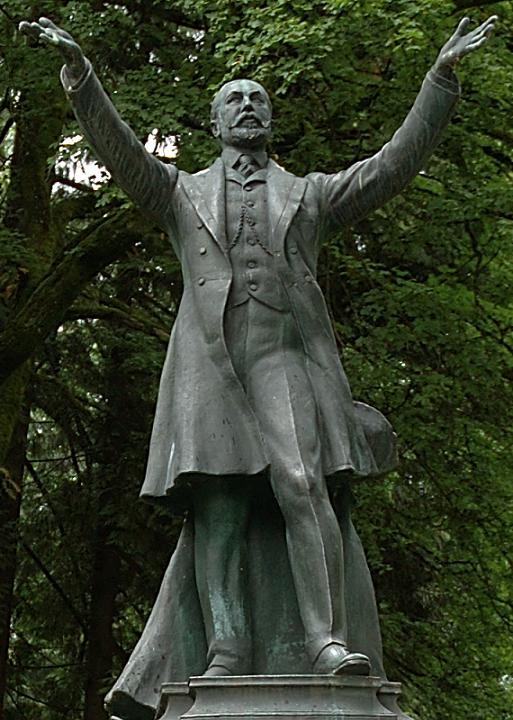
Frederick Stanley, minister ds. kolonii

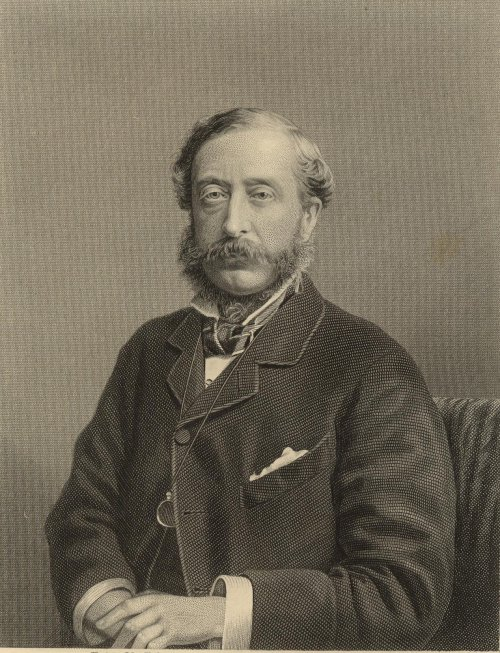
Hrabia Carnarvon, lord namiestnik Irlandii

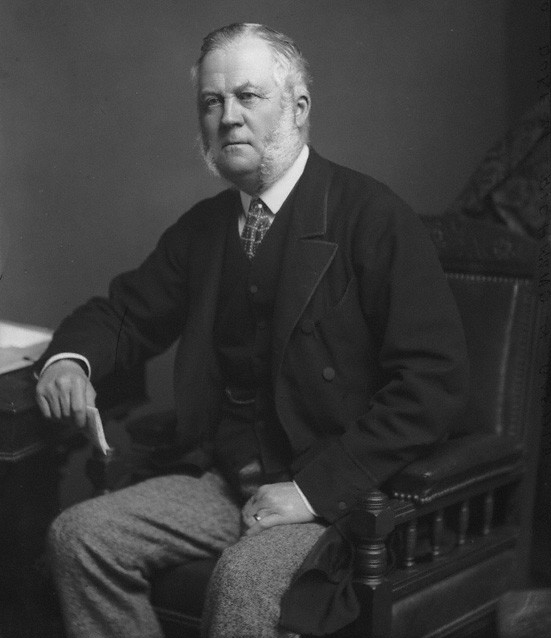
Książę Richmond, minister ds. Szkocji, przewodniczący Zarządu Handlu

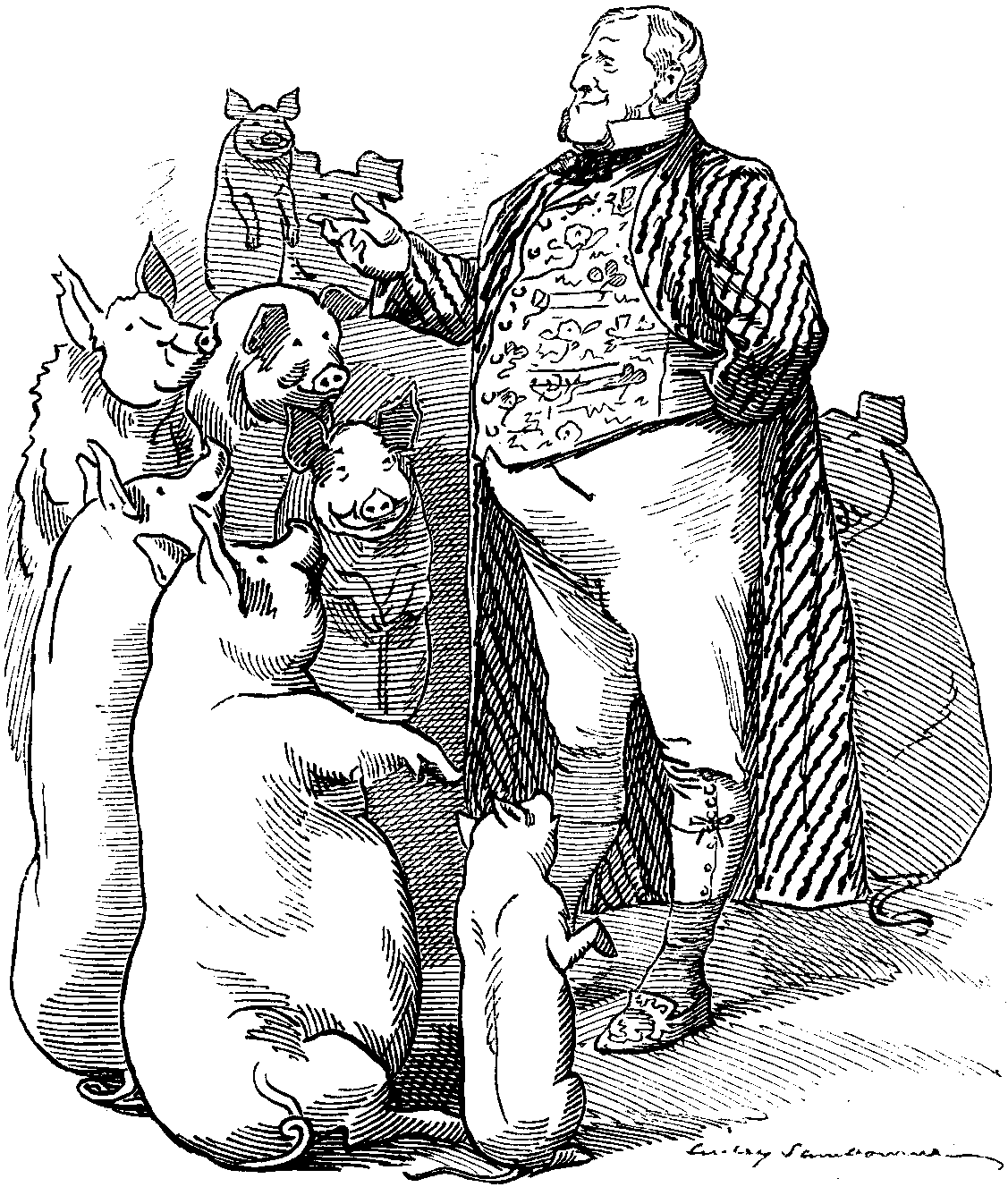
Henry Chaplin, kanclerz Księstwa Lancaster

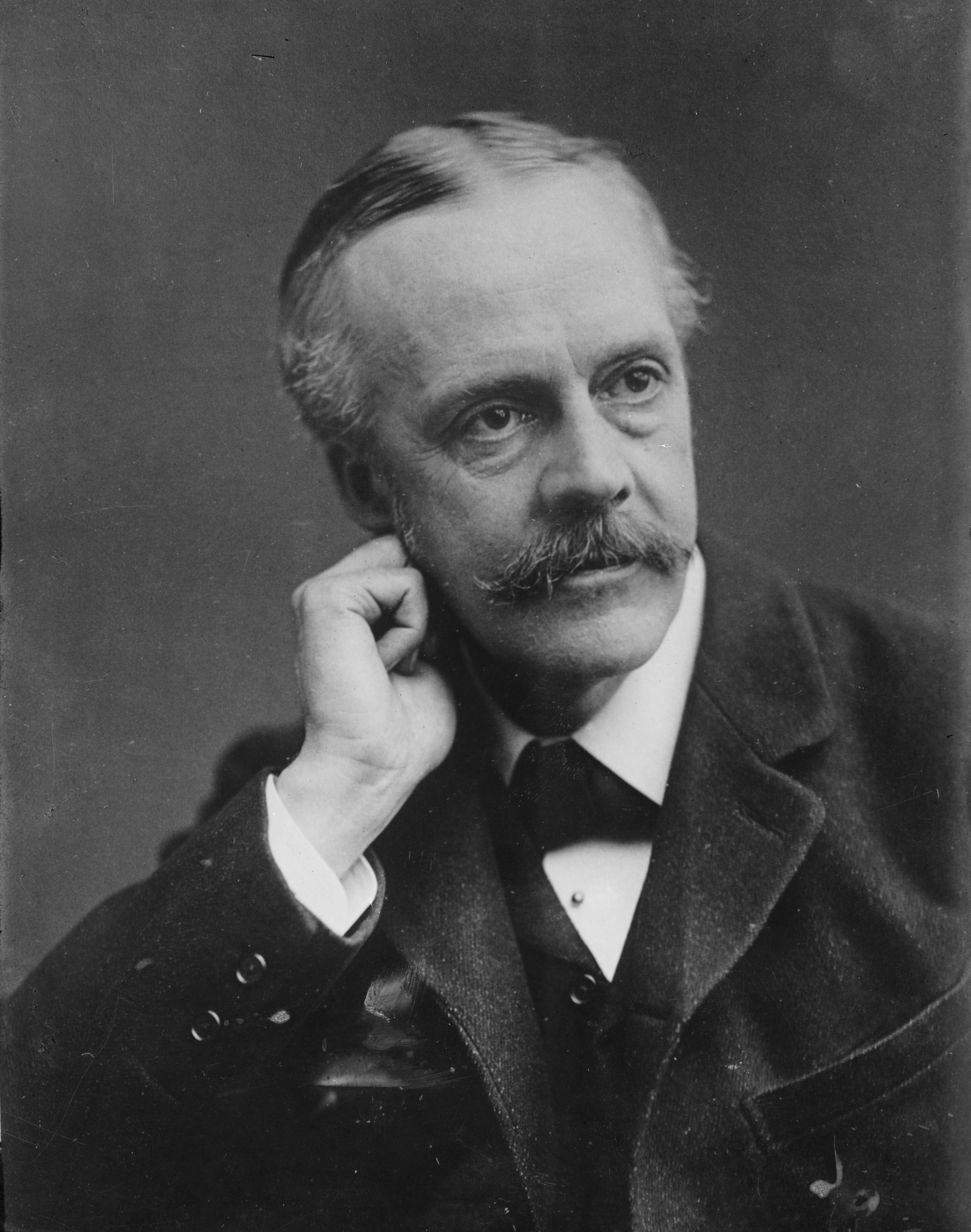
Arthur Balfour, przewodniczący Rady Zarządu Lokalnego

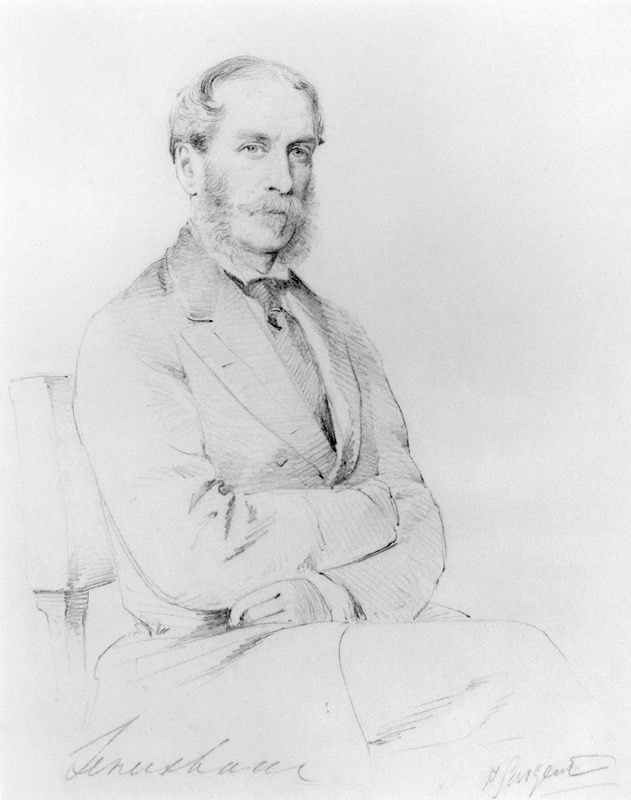
Wicehrabia Lewisham, wiceszambelan Dworu Królewskiego

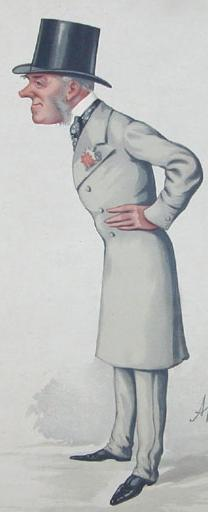
Hrabia Coventry, kapitan Gentelmen-at-Arms

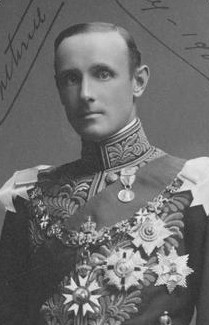
Hrabia Hopetoun, lord-in-waiting

Pierwszy rząd pod przewodnictwem Roberta Gascoyne’a-Cecila, 3. markiza Salisbury. powstał 23 czerwca 1885 r. i przetrwał do 28 stycznia 1886 r.
Członków ścisłego gabinetu wyróżniono tłustym drukiem.

## Skład rządu
| Urząd                                                                                | Imię i nazwisko | Kadencja            |
| ------------------------------------------------------------------------------------ | --- | ------------------- |
| Premier Pierwszy lord skarbu Minister spraw zagranicznych Przewodniczący Izby Lordów | Robert Gascoyne-Cecil, 3. markiz Salisbury | 1885–1886           |
|                                                                                      | |                     |
| Pierwszy lord skarbu                                                                 | Stafford Northcote | 1885–1886           |
| Kanclerz skarbu Przewodniczący Izby Gmin                                             | Michael Hicks-Beach | 1885–1886           |
| Parlamentarny sekretarz skarbu                                                       | Aretas Akers-Douglas | 1885–1886           |
| Finansowy sekretarz skarbu                                                           | Henry Holland Matthew Ridley William Jackson | 1885 1885–1886 1886 |
| Młodsi lordowie skarbu                                                               | Charles Dalrymple Sidney Herbert William Walrond | 1885–1886           |
| Lord kanclerz                                                                        | Hardinge Giffard, 1. baron Halsbury | 1885–1886           |
| Lord przewodniczący Rady                                                             | Gathorne Hardy, 1. wicehrabia Cranbrook | 1885–1886           |
| Lord tajnej pieczęci                                                                 | Dudley Ryder, 3. hrabia Harrowby | 1885–1886           |
| Minister spraw wewnętrznych                                                          | Richard Cross | 1885–1886           |
| Podsekretarz stanu w ministerstwie spraw wewnętrznych                                | Charles Stuart-Wortley | 1885–1886           |
| Podsekretarz stanu w ministerstwie spraw zagranicznych                               | Robert Bourke | 1885–1886           |
| Minister wojny                                                                       | William Henry Smith | 1885–1886           |
| Podsekretarz stanu w ministerstwie wojny                                             | William Keppel, wicehrabia Bury | 1885–1886           |
| Finansowy sekretarz w ministerstwie wojny                                            | Henry Northcote | 1885–1886           |
| Zastępca generała artylerii                                                          | Guy Cuthbert Gawnay | 1885–1886           |
| Minister ds. kolonii Przewodniczący Izby Lordów                                      | Frederick Stanley | 1885–1886           |
| Podsekretarz stanu w ministerstwie ds. kolonii                                       | Windham Wyndham-Quin, 4. hrabia Dunraven i Mount-Earl | 1885–1886           |
| Minister ds. Indii                                                                   | lord Randolph Churchill | 1885–1886           |
| Podsekretarz stanu w ministerstwie ds. Indii                                         | George Harris, 4. baron Harris | 1885–1886           |
| Pierwszy lord Admiralicji                                                            | George Hamilton | 1885–1886           |
| Parlamentarny sekretarz przy Admiralicji                                             | Charles Ritchie | 1885–1886           |
| Cywilny lord Admiralicji                                                             | Ellis Ashmead-Bartlett | 1885–1886           |
| Wiceprzewodniczący Komitetu Edukacji                                                 | Edward Stanhope Henry Holland | 1885 1885–1886      |
| Główny sekretarz Irlandii                                                            | William Hart Dyke William Henry Smith | 1885–1886 1886      |
| Lord namiestnik Irlandii                                                             | Henry Herbert, 4. hrabia Carnarvon | 1885–1886           |
| Lord kanclerz Irlandii                                                               | Edward Gibson, 1. baron Ashbourne | 1885–1886           |
| Poczmistrz generalny                                                                 | lord John Manners | 1885–1886           |
| Minister ds. Szkocji                                                                 | Charles Gordon-Lennox, 6. książę Richmond | 1885–1886           |
| Przewodniczący Zarządu Handlu                                                        | Charles Gordon-Lennox, 6. książę Richmond Edward Stanhope | 1885 1885–1886      |
| Parlamentarny sekretarz przy Zarządzie Handlu                                        | Henry de Worms | 1885–1886           |
| Kanclerz Księstwa Lancaster                                                          | Henry Chaplin | 1885–1886           |
| Przewodniczący Rady Zarządu Lokalnego                                                | Arthur Balfour | 1885–1886           |
| Parlamentarny sekretarz przy Radzie Zarządu Lokalnego                                | Adelbert Brownlow-Cecil, 3. hrabia Brownlow | 1885–1886           |
| Paymaster-General                                                                    | Frederick Lygon, 6. hrabia Beauchamp | 1885–1886           |
| Pierwszy komisarz ds. prac publicznych                                               | David Plunket | 1885–1886           |
| Prokurator generalny                                                                 | Richard Webster | 1885–1886           |
| Solicitor General                                                                    | John Eldon Gorst | 1885–1886           |
| Najwyższy Sędzia Wojskowy                                                            | William Thackeray Marriott | 1885–1886           |
| Lord adwokat                                                                         | John Macdonald | 1885–1886           |
| Solicitor General dla Szkocji                                                        | James Patrick Robertson | 1885–1886           |
| Prokurator Generalny dla Irlandii                                                    | Hugh Holmes | 1885–1886           |
| Solicitor General dla Irlandii                                                       | John Munroe John George Gibson | 1885 1885–1886      |
| Lord steward                                                                         | William Edgcumbe, 4. hrabia Mount Edgcumbe | 1885–1886           |
| Lord szambelan                                                                       | Edward Bootle-Wilbraham, 1. hrabia Lathom | 1885–1886           |
| Wiceszambelan Dworu Królewskiego                                                     | William Legge, wicehrabia Lewisham | 1885–1886           |
| Koniuszy królewski                                                                   | Orlando Bridgeman, 3. hrabia Bradford | 1885–1886           |
| Skarbnik Dworu Królewskiego                                                          | William Pleydell-Bouverie, wicehrabia Folkestone | 1885–1886           |
| Kontroler Dworu Królewskiego                                                         | Arthur William Hill | 1885–1886           |
| Kapitan Gentelmen-at-Arms                                                            | George Coventry, 9. hrabia Coventry | 1885–1886           |
| Kapitan Ochotników Gwardii                                                           | George Barrington, 7. wicehrabia Barrington | 1885–1886           |
| Opiekun stajni królewskich                                                           | John Beresford, 5. markiz Waterford | 1885–1886           |
| Mistress of the Robes                                                                | Louisa Montagu-Douglas-Scott, księżna Buccleuch | 1885–1886           |
| Lord-in-waiting                                                                      | Dudley FitzGerald-de Ros, 24. baron de Ros Algernon Keith-Falconer, 9. hrabia Kintore Cornwallis Maude, 4. wicehrabia Hawarden John Henniker-Major, 5. baron Henniker John Hope, 7. hrabia Hopetoun William Buller-Fullerton-Elphinstone, 15. lord Elphinstone George Irby, 6. baron Boston | 1885–1886           |
| Dodatkowy lord-in-waiting                                                            | Mortimer Sackville-West, 1. baron Sackville | 1885–1886           |